# Kriegserklärung Ungarns an die Sowjetunion
Die Kriegserklärung Ungarns an die Sowjetunion erfolgte im Zweiten Weltkrieg am 27. Juni 1941 nach dem Bombenangriff auf Kassa am 26. Juni 1941.

## Hintergrund
Zwischen 1938 und 1941 konnte Ungarn mit einer revisionistischen Politik gegen den Vertrag von Trianon sein Staatsgebiet nahezu verdoppeln. Dies geschah durch den Ersten Wiener Schiedsspruch und die militärische Besetzung ehemals jugoslawischen Gebietes nach der Gründung des Unabhängigen Staates Kroatien im April 1940 (Batschka, Baranja-Dreieck und  Međimurje). Der jugoslawisch-ungarische Freundschaftsvertrag, der Ungarns und Jugoslawiens Unabhängigkeit sichern sollte, war schon während des deutschen Balkanfeldzuges zerbrochen und der gescheiterte prowestliche ungarische Ministerpräsident Pál Teleki hatte deshalb Selbstmord begangen. Churchill sah für das Vereinigte Königreich angesichts des ungarischen Dilemmas davon ab, wegen der Besetzung des jugoslawischen Gebietes den Krieg zu erklären.
Die konservativen und prowestlichen ungarischen Kreise erwarteten langfristig eine deutsche Niederlage oder einen Verhandlungsfrieden zwischen Deutschland und dem Vereinigten Königreich und setzten daher auf eine abwartende Haltung. Die antibolschewistische extreme Rechte war von den bisherigen militärischen Erfolgen Deutschlands beeindruckt und wollte Deutschland in einem möglichen deutsch-sowjetischen Krieg beistehen. Hitler weigerte sich gegenüber der Wehrmachtsführung, Ungarn am geplanten Unternehmen Barbarossa zu beteiligen, da er das ungarische Militär für unzureichend gerüstet ansah und ungarische Gebietsansprüche auf Transsilvanien befürchtete, die zu Spannungen mit dem außenpolitisch wichtigeren Königreich Rumänien führen würden. Die ungarische Führung kannte zwar die deutschen Angriffsabsichten, hatte aber kein Interesse an einer Beteiligung, da keine Gebietsansprüche gegenüber der Sowjetunion bestanden. Der neue Ministerpräsident László Bárdossy widersetzte sich daher den Beteiligungsabsichten der ungarischen Militärführung und bestand auf eine bewaffnete Neutralität. Nach dem Beginn des Überfalls auf die Sowjetunion brach Ungarn die diplomatischen Beziehungen zur Sowjetunion ab.

## Kriegsgrund und Kriegserklärung

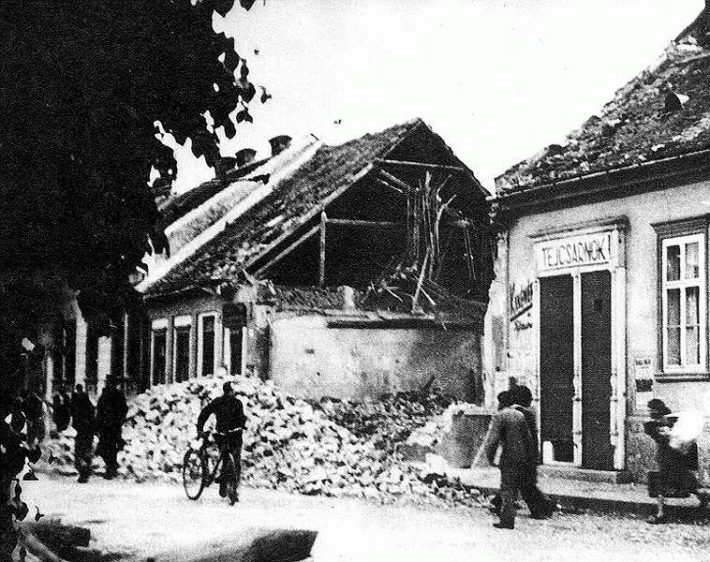
Bombenschaden in Kassa

Am 26. Juni 1941 wurde Kassa von drei vermutlich sowjetischen Flugzeugen bombardiert und ein ungarischer Zug bei Rahó (heute Rachiw) an der ukrainischen Grenze aus der Luft beschossen. Die lokalen Militärbehörden in Kassa gingen von einem sowjetischen Angriff aus und der Reichsverweser Miklós Horthy forderte eine unverzügliche ungarische Reaktion, ohne dass klar war, ob er eine Vergeltungsaktion oder eine Kriegserklärung meinte. Bárdossy meinte, Horthy wolle eine schnelle Kriegserklärung, während Horthy von Bárdossy eine Rücksprache erwartete, die nicht erfolgte. (Er beklagte sich später, er wäre vor vollendete Tatsachen gestellt worden.) In der Sondersitzung des Kabinetts am selben Tag wurde darüber diskutiert, ob Ungarn sich im Krieg befindlich sehen sollte. Es gab keine Abstimmung dazu und die Minister waren sich nicht bewusst, dass Bárdossy das Ergebnis als eine bindende Resolution ansehen würde. Das von Bárdossy unterzeichnete Protokoll sprach von einer einheitlichen Zustimmung, während 1945 im Prozess vor dem Volksgerichtshof gegen ihn der Vorwurf erhoben wurde, es hätten vier Minister gegen die Kriegsentscheidung votiert.
Am Morgen des 27. Juni bombardierte die ungarische Luftwaffe ohne Kriegserklärung Stanislau (heute Iwano-Frankiwsk) und am Nachmittag überschritten Bodentruppen die Grenze bei Volóc (heute Wolowez). In beiden Kammern des Parlaments vermied Bárdossy am selben Tag laut Protokoll von einer Kriegserklärung zu sprechen. Stattdessen sprach er von einem Kriegszustand, in den die Sowjetunion mit ihren rechtswidrigen Angriffen Ungarn gebracht habe. Es gab demnach keine Abstimmung, aber in den Parlamentskammern gab es breite Zustimmung und Hochrufe. Im Radio wurde der Kriegszustand am 27. Juni um zehn Uhr verkündet. Horthy schrieb einen enthusiastischen Brief an Hitler, dass Ungarn an der Seite Deutschlands den Kommunismus zerstören werde.
Bárdossy wurde 1945 vom ungarischen Volksgerichtshof für schuldig befunden, die diplomatischen Beziehungen mit Russland abgebrochen und Russland den Krieg erklärt zu haben. Bis heute ist nicht abschließend geklärt, wer Kassa aus welchem Grund bombardiert hat. Russland hatte kein Interesse an einem Kriegseintritt und an einem absichtlichen Angriff auf Ungarn. Warum von ungarischer Seite kein Versuch zu einer diplomatischen Klärung des Zwischenfalls unternommen wurde, ist ebenfalls unklar und das Zustandekommen der Kriegserklärung ist unter juristischen Gesichtspunkten fragwürdig.